# تاب‌دهی تصویر

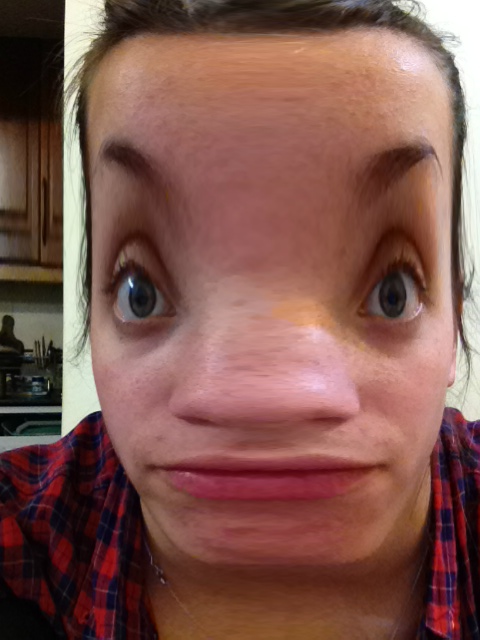
مثال تاب انداختن یک تصویر

تاب‌دهی تصویر نوعی فن دستکاری عکس است به صورتی که تغییرات چشمگیری در شکلها نمایان شوند.

## نمونه کاربردها
- تصحیح اعوجاج تصویر
- اهداف خلاقانه (به عنوان مثال، دگردیسی[۲])
- مشابه این فن جهت ویرایش فیلم